# Keith Richards
Keith Richards (eller Keith Richard) (født 18. december 1943) er en engelsk guitarist, sangskriver, sanger. Han var med til at grundlægge den engelske gruppe The Rolling Stones i 1962. Sammen med sangskrivningspartneren og forsangeren Mick Jagger har han skrevet sange som "Satisfaction", "Jumpin' Jack Flash", "Miss You", og "Start Me Up". Selvom han har haft en solokarriere og gæsteoptrådt på andre kunstners albums, er det hans tilknytning til The Rolling Stones der har stadfæstet ham som musiker. I magasinet Rolling Stone fra 2003 blev Richards stemt ind på en 10. plads over verdens bedste guitarister.

## Begyndelse
Keith Richards blev parret Bert Richards og Doris Duprees eneste barn. Rygtet siger, at Keith blev født for at Doris kunne slippe for at hjælpe til med at producere ting til krigen. Han blev født på Livingstone hospital i Dartford, Kent den 18 december 1943. Hans far, Bert, arbejdede på en fabrik, og blev lettere såret under 2. verdenskrig. Hans farfar og farmor var socialister. 
Hans morfar, Angustus Theodore Dupree, turnerede rundt i England med et jazz band, det var blandt andet derfra Keith fik sine ambitioner om at blive musiker. Hans mor introducerede desuden musik af Billie Holiday, Louis Armstrong og Duke Ellington for ham.  
Richards gik på Dartford Grammer School og sang i kor- en gang for Dronningen indtil hans stemme gik i overgang. Han gik efter Grammer School på Sindcup Art School, hvor han blev bortvist fra, fordi han var mere interesseret i at spille guitar end at lave lektier. 
Hans forældre blev skilt på det tidspunkt, hvilket også kunne havde været en af grundene til hans manglede interesse. Forældrenes skilsmisse førte til at Richards ikke så sin far i lange perioder indtil 1982.
Richards forlod college og flyttede sammen med Mick Jagger og Brian Jones i en lejlighed i 1962.

## Musikken

### Guitar
Richards har gennem hele sin karriere hentet inspiration fra Chuck Berry. Selvom The Rolling Stones blev opfattet som et rhythm and blues band var Richards og Jagger ansvarlige for at bringe Bo Diddley og Chuck Berrys sange ind i bandet.
Sammen med grundlæggeren Brian Jones fik Richards udviklet en stil der vævede lead og rhytme guitaren ind i hinanden, så det lød godt. 
Jones blev erstattet af den dygtige guitarist Mick Taylor, som bidrog på nogle af bandet mest succesfulde plader. Men Micks afhængighed til stoffer gjorde at guitar spillet ikke kom til at fungere ordentligt. 
Taylors afløser i 1975 blev den mere rytmisk orienterede Ron Wood. Richards har udtalt i bogen at Ifølge The Rolling Stones, at samarbejdet med Wood har ført til nogle af de bedste år i The Rolling Stones.
Richards stemme er med i baggrunden på alle The Stones albums. I 1969 på albummet Let it Bleed, hører man Keith som forsanger. Han har også spillet bas og keyboard. Han har altid været med til at producere The Rolling Stones, og selvfølgelig sig selv, ofte i sammenarbejde med Mick Jagger (parret bliver kaldt The Glimmer Twins).

### Sangskrivning
Richards og Jagger begyndte at skrive sange og fulgte dermed i The Beatles Lennon/  McCartney fodspor. The Rolling Stones første manager Andrew Loog Oldham opfordrede dem til det, da han ellers ikke kunne se nogen lang fremtid for bandet der kun spillede covernumre på det tidspunkt. 
Andrew Loog Oldham, opfordrede desuden Keith til at fjernede s'et så hans navn kom til at ligne popstjernen Cliff Richard. Richards genetablerede senere s'et.
The Stones fik en lang række hits, da Jagger/ Richards begyndte at skrive. Med Satisfaction fra 1965 fik de deres første internationale førsteplads. Sangene Jagger/ Richards skrev afspejlede den store indflydelse de fik fra blues,  R’n’B og  rock’n’roll, senere kom så soul, pop, country og gospel til. 
Deres arbejde fra 1970'erne og videre frem indeholder også spor af funk, disco,reggae og punk.
Siden 1980'erne har Richards desuden specialiseret sig i at skrive langsomme, sentimentale sange.  
Med meget få undtagelser er alle sangene siden 1966 krediteret både Jagger og Richards. Lige meget hvor meget samarbejde der har været imellem dem.

### Solo
Richards udgav en solo single Run Rudolph Run og turnerede i 1979 sammen med bandet The New Barbarians, der bestod af Ron Wood, The Faces keyboardspiller Ian McLagan bassist Stanley Clarke og trommeslageren Ziggy Modeliste. 
Ikke desto mindre nægtede Richards i lang tid at vove sig ud i andre projekter end The Rolling Stones. Derfor er der ikke så mange solo albums fra ham som der for eksempel er fra Mick Jagger, Charlie Watts og selv Ron Wood.
Da Jagger efter albummet Dirty Work nægtede at tage på turné, forfulgte Richards hurtigt en solokarriere i stedet for bare at vente på Jagger. 
Han dannede gruppen Keith Richards and the X-pensive Winos i 1988 (han kaldte det først Organized Cime) sammen med Steve Jordan, der havde været trommeslager på Dirty Work og på Hail! Hail! Rock 'N' Roll der var et live album til ære for Chuck Berry på hans 60 årige fødselsdag. Hvor Keith Richards gæsteoptrådte. 
I X-penzive Winos var der ud over Richards og Steve Jordan Sarah Dash, Waddy Wachtel, Ivan Neville, Charley Drayton og Bernie Worrell. 
Deres første album Talk Is Cheap kom ikke ind på top 40 hitlisten selvom den solgte guld. Den gav anledning til en kort U.S. tour- en ud af to tour som Richards gav som solist. 
Den første tour blev til Live at the Hollywood Palladium, December 15, 1988 et live album der blev udgivet i 1991. 
I 1992 blev Main Offender udgivet og The Winos tog igen på en tour rundt i nord og syd Amerika og Europa. 
Richards solo karriere satte ham i rollen som frontfigur, og i koncert videoen Hollywood Palladium ser man en mere aktiv scene fremtrædende fra ham end da Richards var med i The Stones Amerika tour Gimme shelter fra 1969.
Jagger og Richards begyndte igen at arbejde sammen om The Stones i 1989. Bandet udgav Steel Wheels med materiale som Richards havde startet med at skrive sammen med The Winos. Sangen "Almost Hear You Sigh" var en af dem.

### Arbejdet med andre artister
Richards har sjældent været med til at indspille eller optræde andre steder end med The Rolling Stones gennem 1960'erne og 1970'erne.
Undtagelserne var blandt andre da Richards spillede bas sammen med John Lennon, Eric Clapton og Mitch Mitchell i The Dirty Mac for filmen The Rolling Stones Rock and Roll Circus, og da Keith sang All you need is love med Mick og andre gæster i et The Beatles tv klip.
I 1970erne hjalp Richards med at spille og producerede John Phillips soloalbum Pay, Pack Follow, der først blev udgivet i 2001.
Han optrådte også på nogle af Ron Woods solo indspilninger fra 1970erne. 
Fra 1980]erne har Richards dog jævnligt gæsteoptrådt hos andre artister. 
Han lavede en duet sammen med countrylegenden George Jones i Bradley born sessions hvor han synger Say it’s not you, som en hyldest til Gram Parsons.
Han har også gæsteoptrådt på blues guitaristen Hubert Sumlins album About the shoes, hvor han var forsanger på sangen Still a fool.
I de tidligere 1990'erne producerede han sammen med Jamaican Rastafarians albummet The wingless angels, der blev udgivet på hans eget pladeselskab Mindless records.
I den nyere tid har Richards også spillet sammen med Toots & the Maytals på sangen Careless Ethiopions fra deres album  True love fra 2004.
I 2006 kunne man se Richards i musikvideoen Gods gonna cut you down, som var en hyldest til Johnny Cash.

#### Film
Keith har udover sin store indflydelse i musikverden, også givet inspiration til film. I Pirates of the Caribbean er hovedrollen kaptajn Jack Sparrows inspireret af Keith Richards. Det var ikke noget der stod i manuskriptet, men Johnny Depp, der er en af Keiths venner, syntes at han ville passe perfekt; og instruktøren Gore Verbinski var enig.. Keith Richards medvirker desuden også i den tredje samt fjerde film af den verdensberømte film-serie Pirates of the Caribbean: Ved Verdens Ende  og  Pirates of the Caribbean: I Ukendte Farvande . I filmene spiller han kaptajn Grant Sparrow, Jack Sparrows far 

## Offentlig og privat liv

### Stoffer
I offentligheden er Richards nok mere kendt for sit stofmisbrug end for sine evner som sangskriver. 
To legendariske anholdelser kom med ti års mellemrum. Den første i 1967 hvor Richards sammen med Mick Jagger og nogle andre venner opholdte sig på Redlands, Richards hjem i Sussex, hvor han blev varetægtsfængslet og sigtet for stof besiddelse. Hele den historie fik meget offentlig opmærksomhed. The Times udgav lederen Who breaks a butterfly upon a wheel (dansk: Hvem knuser en sommerfugl under et hjul? ), som gav et portræt af retssagen som en forfølgelse, og hjalp dermed til så straffen blev omstødt efter kun to dages fængsel. 
Sagen blev også begyndelsen for en række arrestationer pga. stoffer for Richards der fortsatte indtil slutningen af 1970erne.  
Mere truende var anholdelsen i februar 1977 i Toronto på Harbour Castle hotel, hvor Richards blev anholdt af Royal Canadian Mounted Police for besiddelse af 22 gram heroin, og andre stoffer. Straffen for det var minimum syv års fængsel ifølge Criminal Code of Canada.
De næste tre år levede Richards under truslen af anholdelse, og han søgte medicinsk hjælp i USA for at komme ud af sit misbrug. 
I den periode udgav The Rolling Stones deres bedst sælgende album Some girls (over 8 mio. albums), som havde sangen Miss you som blev deres sidste nordamerikanske nummer 1. single. 
Richards betalte sin gæld til samfundet ved at give to velgørenhedskoncerter til fordel for Canadian National Institute for the Blind i det røgfyldte Oshawa Civic Auditorium den 22. april 1979. Begge koncerter var sammen med The Rolling Stones og The New Barbarians, et band som Ron Wood havde dannet for at turnere med sit nye album Gimmie some neck.
Til musikmagasinet NME fortalte han i 2007 åbent om sit stofmisbrug, og på spørgsmålet hvad er det mærkeligste stof han havde sniffet var, svarer han "Min far!" – Han havde blandet lidt af sin fars aske i en portion kokain og sniffet det. Et par dage efter historien kom ud, benægtede han dog at han havde gjort det og sagde, at han var blevet misforstået. Han havde ikke sniffet sin far, men strøet ham ud under et træ.

### Helbred
Keith har haft mange uheld. Mange gange var det stoffernes skyld. Her er nogle eksempler:
1973: Kom Keith til at sætte ild til sig selv med en cigaret på det fornemme Londonderry House Hotel i London. Han indlægges med forbrændinger og pladeindspilninger bliver udsat.
1990: Under en koncert på Wembley Stadion i London, kommer Keith til stikke fingeren på en guitarstreng. Han fik blodforgiftning og indlægges. Flere koncerter i Cardiff og London aflyses.
1998: Hjemme i sit bibliotek falder Keith ned fra en trappestige. Han brækker tre ribben og punkterer en lunge. Koncerter bliver aflyst.
2006: Under en ferie på Fiji falder Keith ned fra en kokospalme og lander på hovedet. The Rolling Stones guitaristen bliver opereret i hjernen. Koncerter i Europa (Danmark) bliver aflyst.

### Kvinder og børn
Keith har været centrum for smukke kvinder. De to, som man først tænker på, har han fået børn med: Anita Pallenberg og Patti Hansen.
Anita Pallenberg blev født den 25. januar 1944 i Rom i Italien. Hun er model, skuespillerinde og modetegner. Hun var sammen med Brian Jones fra 1965 til 1967, men forlod ham til fordel for Keith. De var sammen 1967 - 1979 og fik sammen tre børn .
Deres første barn var sønnen Marlon Richards opkaldt efter skuespilleren Marlon Brando. Marlon blev født den 12. august 1969 på King’s College hospital i London. Han er grafisk designer og model. Marlon giftede sig med supermodellen Lucie de la Fallaise den 8. oktober 1994. Keith var ikke til stede ved brylluppet. Parret har sammen to børn. Ella Rose der er født i maj 1996 i Connecticut, og Orson, der blev født i England i midten af 2000
Dandelion Richards blev født den 17. april 1972 i Geneve i Schweiz. Hun er Keith og Anitas andet barn og deres eneste datter. 
Dandelion ændrede sit navn til Angela (Angie) i sine teenage år. Angela er opvokset hos sin farmor, Doris. Hun blev gift i London, september 1999, med en tømrer. Keith var med til brylluppet. Hun lever et tilbagetrukket liv uden for søgelyset 
Deres tredje og sidste barn var sønnen Tara Jo Jo Gunne Richards (opkaldt efter Keith nære ven Tara Browne). Han blev født den 26. marts 1976, men døde af vuggedøden den 6. juni 1976. Onde tunger siger at, døden skyldes Keith og Anita store forbrug af stoffer på det tidspunkt. Men i rapporten står der som dødsårsag vuggedød.
Patti Hansen født i 1956 er en amerikansk model. Keith og Patti mødtes første gang til Keith 36 års fødselsdag, som blev holdt på Roxy Roller i New York. Keith ventede på Pattis trappe op til hendes lejlighed den 31. december 1979, og siden den dag har de været sammen. Den 18. december 1983 blev de gift på Finisterra hotel på Cabo San Lucas, Mexico.
Theodora Dupree Richards er Keith og Pattis første barn sammen. Hun blev født den 18. marts 1985 på Lenox Hill Hospital i New York City. Hun er gået i sin mors fodspor og arbejder som model.
Deres anden datter Alexandra Nicole Richards blev født den 28. juni 1986 på Lenox Hill Hospital i New York City. Hun er også gået i sin mors fodspor og er blevet model.
Den 21. april 2006 døde Keiths 91 årige mor, Doris Dupree, af kræft. Hun døde i England med Keith ved sin side. Hun blev skilt fra Keiths far og levede indtil sin død sammen med Mr. William i Kent Hun efterlod sig fire børnebørn og to oldebørn.